# Diederik Samsom
Diederik Maarten Samsom (Groningen, 10 juli 1971) is een Nederlands voormalig politicus. Namens de Partij van de Arbeid was hij lid van de Tweede Kamer. Van februari 2012 tot december 2016 was hij politiek leider en fractievoorzitter in de Tweede Kamer. Van 2019 tot 2024 was hij kabinetschef van Eurocommissaris Frans Timmermans en diens opvolger Wopke Hoekstra die verantwoordelijk waren voor de Green Deal.

## Jeugd, opleiding en activisme
Samsom groeide op in Leeuwarden, waar zijn vader als internist (gespecialiseerd in nierziekten) verbonden was aan een plaatselijk ziekenhuis. Zijn moeder werkte als fysiotherapeute. De familie woonde aan de Harlingerstraatweg. In zijn middelbareschooltijd was hij een fanatiek waterpoloër, een hobby die hij voortzette tot in zijn studententijd bij DSZ WAVE. In 1989 behaalde Samsom zijn gymnasium-diploma aan het Stedelijk Gymnasium in Leeuwarden.
Hierna studeerde hij van 1989 tot 1997 technische natuurkunde (afstudeerrichting kernfysica) aan de Technische Universiteit Delft, waar hij zijn ingenieurstitel behaalde. In zijn studententijd was hij lid bij OJV de Koornbeurs waar hij in 1990 tot 1991 vicevoorzitter van was. Voor hij in de Tweede Kamer belandde, was Samsom onder andere actief als activist en campagneleider bij Greenpeace. Bij verschillende acties werd hij naar eigen zeggen in totaal tien keer aangehouden, zonder hieraan een strafblad over te houden. Als bestuurslid van de Delftse studentenvakbond VSSD was hij ook actief bij de Landelijke Studentenvakbond en stelde hij een jaargang van het Poenboek samen. Hij was bij de Tweede Kamerverkiezingen 2002 al kandidaat voor de Tweede Kamer, maar werd door het grote verlies van zijn partij niet gekozen.
Samsom was enkele jaren actief als campagneleider en activist bij milieuorganisatie Greenpeace. Hij was daarna kortstondig directeur van groenestroomleverancier Echte Energie, totdat hij bij de verkiezingen in 2003 in de Tweede Kamer werd gekozen.

## Politiek

### Kamerlid

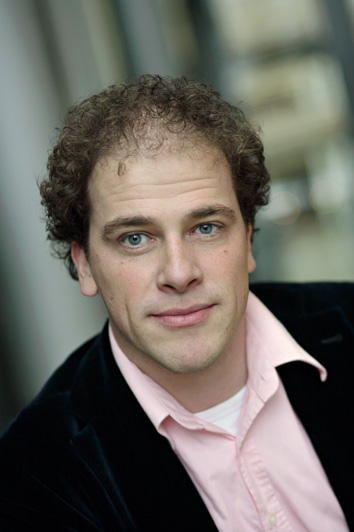
Samsom bij zijn aantreden als Tweede Kamerlid

Bij de Tweede Kamerverkiezingen 2003 kreeg hij een hoge plek op de kandidatenlijst van de PvdA en werd hij direct gekozen in het parlement. Hij was van 2003 tot 2011 woordvoerder milieubeleid en in 2012 woordvoerder asiel en migratie. Verder heeft Samsom zich als Kamerlid beziggehouden met energiebeleid, infrastructuur en ontwikkelingssamenwerking.
Samsom werd beschouwd als lid van de linkervleugel van de PvdA-fractie. Hij behoorde in 2004 tot de minderheid van zijn fractie die tegen verlenging van de Nederlandse militaire aanwezigheid in Irak was. Samsom stemde in 2005 als enige van zijn fractie tegen een motie-Blok over het aanwenden van extra aardgasbaten en gelden voor duurzame energie voor knelpunten in de infrastructuur.
Bij de Tweede Kamerverkiezingen van 2006 werd hij herkozen. Hij haalde 6248 voorkeurstemmen. Eind 2007 maakte hij zich in de Tweede Kamer sterk voor gratis draadloos internet in intercitytreinen, teneinde de trein aantrekkelijker te maken voor automobilisten. Met de invoering is gestart in 2010.
In 2008 werd hij medeverdediger van een eerder door het CDA ingediend initiatiefwetsvoorstel over het stellen van regels omtrent de levering van warmte aan verbruikers (Warmtewet). Het wetsvoorstel is in 2009 door de Eerste Kamer aanvaard.
Op 20 april 2008 stelde Samsom zich kandidaat voor het fractievoorzitterschap van de PvdA, na het aftreden van Jacques Tichelaar. Hij nam het op tegen Mariëtte Hamer, maar verloor de stemming in de fractie op 22 april.
Bij de Tweede Kamerverkiezingen op 9 juni 2010 stond Samsom als zevende op de kieslijst. Hij kreeg 10.982 voorkeurstemmen.
Samsom nam in 2012 de medeverdediging over van de uit de Tweede Kamer vertrokken Hans Spekman van een in 2011 door Spekman en Joël Voordewind (ChristenUnie) ingediend initiatiefwetsvoorstel over versterking van de positie van in Nederland "gewortelde" minderjarige vreemdelingen. De voorgestelde wet kreeg de naam 'Kinderasielwet' mee; ook werd wel gesproken over de 'Wortelingswet' of de 'Maurowet'. De Raad van State bracht hierover een negatief advies uit.
Als Kamerlid was Samsom enkele jaren woordvoerder milieubeleid en na de verkiezingen van 2012 werd hij woordvoerder asiel en migratie. Samsom was lid van de Tweede Kamer van 30 januari 2003 tot en met 13 december 2016.

### Politiek leider

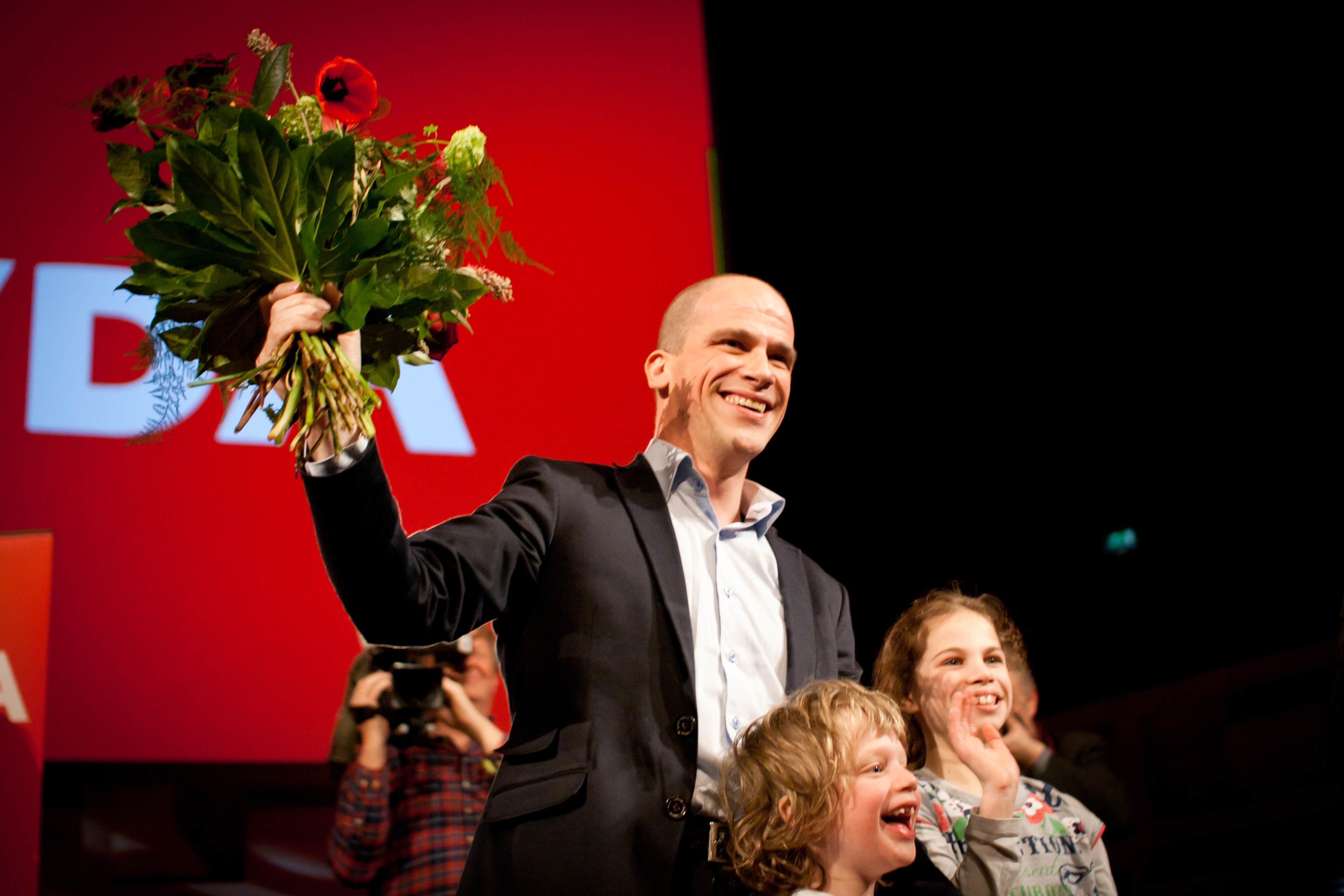
Samsom wint het partijleiderschap

Op 22 februari 2012, twee dagen na het aftreden van Job Cohen als politiek leider, fractievoorzitter en Tweede Kamerlid, maakte Samsom bekend zich kandidaat te stellen voor zijn opvolging. Hij won op 16 maart de speciaal hiervoor uitgeschreven ledenraadpleging over het partijleiderschap en fractievoorzitterschap met ruim 54% van de stemmen, voor Ronald Plasterk die 31,6% van de stemmen kreeg en drie anderen. Zijn campagneslogan was 'Nieuwe Energie'. Na zijn overwinning gaf hij aan dat als de PvdA de grootste partij zou worden, hij premier wilde worden en anders fractievoorzitter in de Tweede Kamer, ook in het geval dat de PvdA in de regering zou komen. Op 20 maart 2012 werd hij PvdA-fractievoorzitter in de Tweede Kamer.
Eind april 2012 kreeg hij veel kritiek, ook vanuit de eigen achterban, vanwege het feit dat hij niet had meegedaan aan het zogeheten Lenteakkoord, waarbij de fractievoorzitters van VVD, CDA, D66, GroenLinks en ChristenUnie met minister De Jager overeenstemming bereikten over een miljardenpakket aan bezuinigingen. Evenwel sprak een meerderheid van de ledenraad van de PvdA zich positief uit over Samsoms keuze. Samsom was lijsttrekker voor de PvdA bij de Tweede Kamerverkiezingen in 2012. Zijn partij behaalde 38 zetels. Dat waren er acht meer dan bij de voorlaatste verkiezingen maar net niet genoeg om de grootste partij van Nederland te worden. Dat werd de VVD met 41 zetels. De ruime zetelwinst voor de PvdA was opmerkelijk, aangezien de partij enkele weken vooraf aan de verkiezingen in de peilingen op minder dan twintig zetels stond. Het uiteindelijke hoge zetelaantal werd door de media op het conto geschreven van Samsom. Volgens de pers en een meerderheid van de tv-kijkers presenteerde Samsom zich als beste tijdens de lijsttrekkersdebatten.
Na de verkiezingen ging Samsom namens de PvdA onderhandelen met de VVD van Mark Rutte. Na een aantal weken beraad werd men het eens over een kabinet tussen PvdA en VVD, dat wel een meerderheid van 79 zetels in de Tweede Kamer had, maar in de Eerste Kamer in de minderheid was. Een belangrijke doelstelling die Samsom en Rutte bij deze coalitiekeuze deelden, was dat een stabiel Nederlands kabinet na jaren weer de volle rit van vier jaren zou uitzitten. Samsom trad niet toe tot het kabinet, ondanks herhaaldelijk verzoek van premier Rutte. Op 20 maart 2012 koos de PvdA-fractie hem tot fractieleider. Als fractievoorzitter profileerde hij zich als een bondgenoot van de coalitie die hij hielp samenstellen.
Op 16 december 2012 riep de parlementaire pers Samsom uit tot Politicus van het jaar 2012; een dag later deed ook het opiniepanel van EenVandaag dat. Op 14 december had het jongerenpanel van EenVandaag hem ook al deze titel gegeven.
Met Samsom als partijleider verloor de PvdA bij zowel de gemeenteraadsverkiezingen van 2014 (-452 zetels) als de Europese verkiezingen van dat jaar (−2,65%) en Provinciale Statenverkiezingen 2015 (-44 zetels). Bij virtuele peilingen voor een nieuwe Tweede Kamer, in 2016, zakte de PvdA tot onder de tien zetels.
Op 23 september 2016 stelde hij zich kandidaat voor het lijsttrekkerschap van zijn partij bij de Tweede Kamerverkiezingen van maart 2017. In oktober 2016 gaf hij aan premier te willen worden in het geval dat de PvdA als de grootste partij uit de verkiezingen ging komen. De PvdA kwam toen in de peilingen niet boven de 10 zetels uit. Op 24 oktober 2016 verkondigde Samsom dat hij na de Tweede Kamerverkiezingen de fracties van PvdA en GroenLinks met elkaar wilde laten fuseren. Hij hoopte daarmee de grootste fractie te kunnen vormen. Het plan kreeg onvoldoende steun.
Op 9 december 2016 vond een ledenraadpleging plaats om het lijsttrekkerschap van de PvdA voor de Tweede Kamerverkiezingen van maart 2017. Samsom verloor met 45,5 tegen 54,5 procent van de stemmen het tweegevecht van Lodewijk Asscher, waardoor Asscher tevens partijleider werd. Samsom kondigde meteen aan per 12 december af te treden als fractieleider en te vertrekken uit de Tweede Kamer. Samsom was de eerste PvdA-partijleider die werd weggestemd. De opkomst bij de ledenraadpleging was 62 procent. Op 12 december 2016 werd hij als fractievoorzitter opgevolgd door Attje Kuiken.
Tijdens zijn partijleiderschap vertrokken drie PvdA'ers uit onvrede uit de Tweede Kamer. Naast dit drietal waren er twee PvdA'ers, Tunahan Kuzu en Selçuk Öztürk, die uit de fractie werden gezet.

## Na de Nederlandse politiek
Vanaf 2017 werkte Samsom parttime als adviseur van een afval- en energiebedrijf in Alkmaar.
In 2019 begon hij als columnist bij de Volkskrant totdat op 11 september 2019 bekend werd dat Samsom benoemd was als kabinetschef van Europees commissaris Frans Timmermans, die belast was met de uitvoering van het EU-klimaatbeleid. Samsom ondersteunde Timmermans sinds 1 december 2019 bij de ontwikkeling van een Green Deal en een Europese klimaatwet. In januari 2024 maakte hij bekend dat hij stopt als rechterhand van Eurocommissaris Wopke Hoekstra. Per 15 februari 2024 werd hij opgevolgd door Esther de Lange. Samsom ging daarna weer verder als columnist bij de Volkskrant. Hij werd per 1 juli 2024 voorzitter van de raad van commissarissen van de Nederlandse Gasunie.

## Quizwinnaar
In 2005 en 2006 won Samsom de Nationale Nieuwsquiz (NCRV). In 2008 won hij de Nationale IQ-test van BNN met een IQ van 136 punten. Tevens won hij in 2008 de De Avond van de Grote Geschiedenis Quiz.

## Persoonlijk leven
Samsom groeide op in een a-religieus gezin. Hij noemt zichzelf een atheïst, rookt niet en eet vegetarisch. Samsom was getrouwd en heeft twee kinderen.
- Gemeinsame Normdatei: 1253521441
- International Standard Name Identifier: 0000 0003 8757 3962
- Nederlandse Thesaurus van Auteursnamen: 300277075
- Parlement.com: vg9fgopug9zh
- Virtual International Authority File: 280566470
- WorldCat: E39PBJrrvM4j3mmDxc9vDQMVmd